# Bortbergstjärnarna
Bortbergstjärnarna är två tjärnar i Gagnefs kommun och Floda socken, Dalarna. Den mindre ligger i Örjasängets naturreservat, den större strax norr om detsamma:
- Lissel Bortbergstjärnen, sjö i Gagnefs kommun, 60°25′00″N 14°48′28″Ö / 60.4167°N 14.8078°Ö
- Stora Bortbergstjärnen, sjö i Gagnefs kommun, 60°25′21″N 14°48′50″Ö / 60.4225°N 14.8139°Ö